# Benjamin Schindler

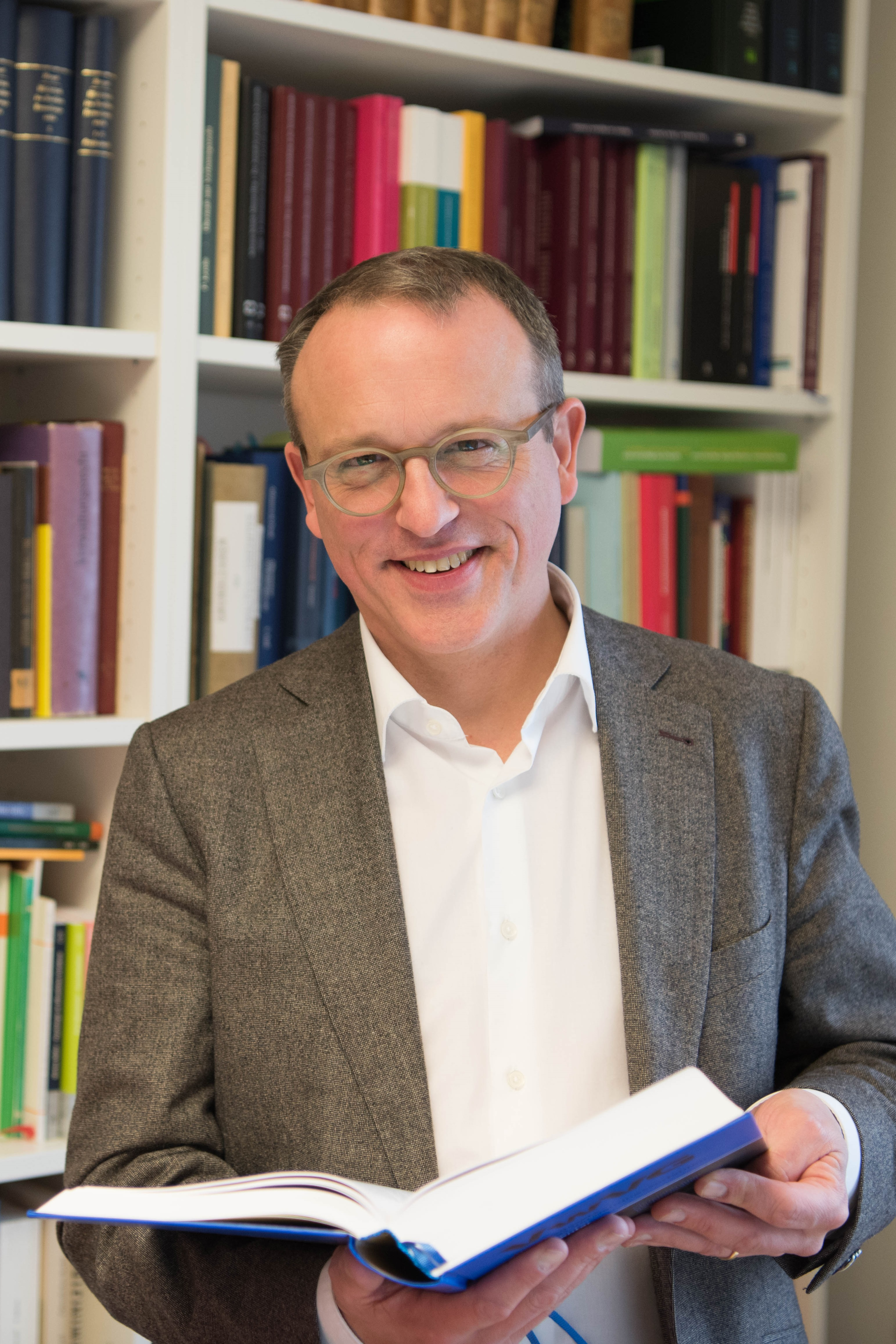
Benjamin Schindler in seinem Büro an der Universität St. Gallen

Benjamin Schindler (* 24. Juli 1971 in Heidelberg, Baden-Württemberg, als Bürger von Zürich und Mollis) ist ein schweizerischer Jurist und Rechtsanwalt. Seit 2010 ist er Ordinarius für Öffentliches Recht an der Universität St. Gallen (HSG). Er ist ordentlicher Richter am Staatsgerichtshof des Fürstentums Liechtenstein und war Präsident des Schweizerischen Juristenvereins.

## Leben

### Kindheit und Ausbildung
Benjamin Schindler wurde 1971 in Heidelberg in Deutschland als Sohn Schweizer Eltern geboren. In Leimen bei Heidelberg verbrachte er einen Teil seiner Kindheit, bis sein Vater 1979 in Bern eine Anstellung fand und es die siebenköpfige Familie zurück in die Schweiz zog. Sein Vater war der Theologe Alfred Schindler, seine Mutter die Germanistin und Schriftstellerin Regine Schindler. In Bern setzte das jüngste von fünf Kindern seine Grundschulausbildung fort. Den Schulbesuch beendete er 1990 in Bern mit der Matura. Das Studium der Rechtswissenschaft an der Universität Zürich schloss er 1996 mit dem Lizenziat der Rechtswissenschaft ab. Nach dem Studium machte Schindler 1998 auch sein Anwaltspatent im Kanton Zürich. 2002 folgte die Promotion zum Dr. jur. (Professor-Walther-Hug-Dissertationspreis 2002). Nach einjährigem Studienaufenthalt verlieh ihm die University of Oxford 2005 den Grad eines Magister iuris.

### Berufliche Laufbahn
Von 1998 bis 2000 war er Assistent des Staatsrechtlers Georg Müller an der Universität Zürich. Daran schloss sich bis 2004 eine Tätigkeit beim Bundesamt für Justiz an (Direktionsadjunkt und Datenschutzberater). Von 2003 bis 2008 war er Lehrbeauftragter für Öffentliches Recht an der Universität Zürich. Zwischen 2008 und 20212 hatte er eine SNF-Förderungsprofessur an der Universität Bern inne.
2010 wurde er nach erfolgreicher Habilitation an der Universität Zürich an die Universität St. Gallen zum Professor für Öffentliches Recht mit besonderer Berücksichtigung des Verwaltungsrechts und des Verfahrensrechts berufen. Seine Forschungsschwerpunkte sind das allgemeine Verwaltungsrecht und seine Grundlagen, das öffentliche Verfahrensrecht und das Recht der inneren Sicherheit. Seit dem Frühlingssemester 2012 hält er unter anderem Vorlesungen zum Bundesstaatsrecht. Zwischen 2012 und 2019 sowie erneut seit 2022 ist er Präsident der Rekurskommission der HSG. 2019 bis 2021 war er Vorsteher der Rechtswissenschaftlichen Abteilung.
2012 bis 2023 war Schindler Ersatzrichter am Staatsgerichtshof des Fürstentums Liechtenstein, seit 2024 ist er ordentlicher Richter. Im Armeestab der Schweizer Armee war er bis 2021 Offizier Konventionen und Recht im Rang eines Majors. Zusätzlich ist er seit 2012 Vorstandsmitglied des Schweizerischen Juristenvereins, seit 2017 als Vizepräsident und seit 2021 (bis 2024) als Präsident. Seit 2024 gehört er dem dreiköpfigen Vorstand der Vereinigung der Deutschen Staatsrechtslehrer an.
Schindler ist leitender Redaktor des Schweizerischen Zentralblatts für Staats- und Verwaltungsrecht und wirkte mitunter als Herausgeber des St. Galler Kommentars zur Bundesverfassung, des dreibändigen Werks Verfassungsrecht der Schweiz und des Kommentars zum Verwaltungsrechtspflegegesetz des Kantons St. Gallen.

## Privatleben
Seit 2022 ist er zweiter Zunftmeister der Zunft zur Meisen.

## Schriften
- Die Befangenheit der Verwaltung. Der Ausstand von Entscheidträgern der Verwaltung im Staats- und Verwaltungsrecht von Bund und Kantonen (= Zürcher Studien zum öffentlichen Recht. Nr. 148). Dissertation. Schulthess, Zürich/Basel/Genf 2002, ISBN 978-3-7255-4419-6.
- Verwaltungsermessen: Gestaltungskompetenzen der öffentlichen Verwaltung in der Schweiz. Habilitationsschrift Universität Zürich. Dike, Zürich / St. Gallen und Nomos, Baden-Baden 2010, ISBN 978-3-03751-266-1.
- 100 Jahre Verwaltungsrecht in der Schweiz. Referat zum Schweizerischen Juristentag 2011. In: Zeitschrift für Schweizerisches Recht. NF 130/2011 2. Hb., S. 331–437 (rezensiert von Michael Stolleis, in: Die Öffentliche Verwaltung 2011. S. 936 f.)
- Verwaltungsgerichtsbarkeit in der Schweiz. In: Armin von Bogdandy, Peter M. Huber, Sabino Cassese (Hrsg.): Handbuch Ius Publicum Europaeum. Band VIII: Verwaltungsgerichtsbarkeit. C. F. Müller, Heidelberg 2019, ISBN 978-3-8114-6757-6, S. 611–673.
- mit Christoph Auer, Markus Müller (Hrsg.): VwVG. Kommentar zum Bundesgesetz über das Verwaltungsverfahren. Dike, Zürich 2019, ISBN 978-3-03891-008-4.
- mit Oliver Diggelmann, Maya Hertig Randall (Hrsg.): Verfassungsrecht der Schweiz/Droit constitutionnel suisse. Schulthess, Zürich/Basel/Genf 2020, 3 Bände, ISBN 978-3-7255-7998-3
- mit Bernhard Ehrenzeller, Patricia Egli, Peter Hettich, Peter Hongler, Stefan G. Schmid, Rainer J. Schweizer (Hrsg.): Die schweizerische Bundesverfassung: St. Galler Kommentar. 2 Bände. Dike, Zürich/St. Gallen 2023, ISBN 978-3-03891-222-4.
- mit Peter Forstmoser, Regina Ogorek (Hrsg.): Juristisches Arbeiten: Eine Anleitung für Studierende. Schulthess, Zürich 2023, ISBN 978-3-7255-8358-4.